# Listă de clădiri și structuri Art Deco
Această pagină este o listă de clădiri și structuri care sunt exemple semnificative de Arhitectură Art Deco. 

### America de Nord
- Aldred Building, Montreal, Quebec, Canada
- Alfred E. Smith State Office Building, Albany, New York, USA
- Argyle Hotel, Los Angeles, California, arhitect, Leland Bryant, 1929
- Art Deco District, South Beach, Miami Beach, Florida, SUA
- Asheville City Building, Asheville, Carolina de Nord, arhitect, Douglas E. Ellington, 1928
- Palatul Bellas Artes, interior, Mexico City, arhitect, Adamo Boari, 1934
- Berkeley High School, Berkely, California, arhitecți, Gutterson & Corlett, 1935 - 1939
- Boston Avenue Methodist Church din Tulsa, Oklahoma,  arhitect, Bruce Goff, 1929
- Brooklyn Public Library, Manhattan, New York City, arhitecți Almirall, Githens & Keally, 1941
- Buffalo Central Terminal, Buffalo, New York, arhitecți, Fellheimer & Wagner, 1929
- Buffalo City Hall, Buffalo, New York, arhitecți, Dietel, Wade & Jones, 1931
- Bullocks Wilshire, Los Angeles, California, (azi, este gazdă a Southwestern University School of Law), arhitecți, The Parkinsons, 1929
- Carbide and Carbon Building, Chicago, Illinois, , arhitect, Daniel Burnham Jr., 1929)
- Carew Tower, Cincinnati, Ohio
- Chelsea Clearview Cinema, Manhattan, New York City
- Chicago Board of Trade Building, Chicago, arhitecți, Holabird & Root, 1930)
- Chrysler Building, Manhattan, New York City, arhitect, William Van Alen, 1930)
- Cincinnati Museum Center at Union Terminal, Cincinnati, Ohio, arhitect, Paul Cret, 1933
- Cochise County Court House din Bisbee, Arizona, arhitect, Ray Place, 1931
- Colleen Moore Dollhouse, Chicago, Illinois
- College Park (Toronto) - Department Store Building, Toronto, Ontario, Canada
- Columbia Parkway, Cincinnati, Ohio
- Colonia Condesa, un cartier din Mexico City, incluzând numeroase clădiri și Parque México, arhitect Francisco Serrano, 1939 - 1942
- Edison Tower, Edison, New Jersey, 1937
- Eastern Columbia Building, Los Angeles, California, arhitect, Claude Beelman, 1930
- Empire State Building, Manhattan, New York City, arhitecți, Shreve, Lamb and Harmon, 1931)
- Dallas Fair Park Hall of State, Dallas, Texas, arhitect, George Dahl, 1936
- Fisher Building, Detroit, Michigan, Albert Kahn, 1928
- GE Building, Manhattan, New York City, arhitect, Raymond Hood, 1933
- Graybar Building, Manhattan, New York City
- Griffith Observatory, Los Angeles, California, arhitect, John C. Austin, schițe preliminare de Russell W. Porter, 1935
- Guardian Building, Detroit, Michigan, arhitect, Wirt C. Rowland pentru Smith Hinchman & Grylls, 1929
- Golden Gate Bridge, San Francisco, California, arhitect, Irving Morrow, 1937)
- Hoover Dam, Arizona și Nevada, SUA, arhitect, Gordon Kaufmann, 1936
- Kansas City Power & Light Building
- Kavanagh building, Buenos Aires, Argentina, arhitecți, Sánchez, Lagos, & De la Torre, 1936
- The Kennedy-Warren Apartment Building, Washington, D.C. Web site Arhivat în 30 septembrie 2007, la Wayback Machine. (vedeți secțiunea "History of the K-W"]
- Teatrul The Mainzer, Merced, California
- Mapes Hotel, Reno, Nevada, arhitect, Harvey Slocombe, 1947, (dărâmată)
- Marine Building, Vancouver, British Columbia, arhitecți, McCarter & Nairne, 1930
- Merchandise Mart, Chicago, Illinois, arhitecți, Graham, Anderson, Probst & White, 1930
- Montreal Eaton 9th floor restaurant, este o copie a sălii de mese de clasa I a pachebotului Ile de France, arhitect, Jacques Carlu, 1931
- North Dakota Capitol, Bismark, Dakota de Nord,  (1924 - 1934)
- Ocean Drive (South Beach), Miami Beach, Florida
- Pennsylvania Railroad -- Stațiile 30th Street Station și Suburban Station, Philadelphia, Pennsylvania, arhitecți, Graham, Anderson, Probst & White, 1934) (dărâmată)
- Penobscot Building, Wirt C. Rowland pentru Smith Hinchman & Grylls, Detroit, Michigan,  1928
- Price Building (cunoscută și ca Édifice Price), Quebec Quebec
- Qwest Building, Minneapolis, Minnesota, arhitecți, Hewitt & Brown, 1932
- Radio City Music Hall, New York City, arhitect, Raymond Hood, 1932
- Rand Tower, Minneapolis, Minnesota, arhitecți, Holabird & Root), 1929
- Richfield Tower, Los Angeles, California (demoliată), arhitect, Stiles O. Clements, 1929
- 720 and 730 Fort Washington Avenue, Manhattan, New York City
- Supreme Court of Canada, Ottawa, arhitect, Ernest Cormier, 1946
- Temple Beth-El, Pensacola, Florida
- Union Terminal (a se vedea mai sus), Cincinnati, Ohio
- Université de Montréal, clădirea centrală, Montreal, arhitect Ernest Cormier, 1940
- Stilourile Waterman Phileas
- Western Hills Viaduct, Cincinnati, Ohio
- Wiltern Theatre, Los Angeles, California, arhitect, Stiles O. Clements, 1931

### America Centrală / Zona caraibiană
- Bacardi Building, (Edificio Bacardi), Old Havana, Cuba
- Mayagüez Main Post Office, Mayagüez, Puerto Rico
- Yagüez Theater, Mayagüez, Puerto Rico
- Banco Popular Building, Old San Juan, Puerto Rico
- Normandie Hotel, San Juan, Puerto Rico
- Paramount Theater, Santurce, San Juan, Puerto Rico
- Telegraph Building, Santurce, San Juan, Puerto Rico

### America de Sud
- Goiânia Theatre, Goiânia, Brazilia, arhitect, Jorge Félix de Souza, 1942
- Estação Ferroviária,  Goiânia, Brazilia, arhitect, Geraldo Duarte Passos, 1952

### Europa
- Du Cane Court, South East, Londra
- Hotel Astoria, Sankt Petersburg, 1912
- East and West Stands, Arsenal Stadium, London, arhitect, Claude Waterlow Ferrier, 1932 - 1936
- Shell Mex House, London, arhitect, Ernest Joseph, 1931
- Imperial Airways Building, Westminster, Londra
- Senate House, Bloomsbury, Londra
- 55 Broadway, Westminster, Londra
- The Daily Express Building din Fleet Street, Londra
- Florin Court, Londra, arhitecți, Guy Morgan and Partners, 1936
- Eltham Palace, extensie, Londra de sud-est, arhitecți, John Seeley & Paul Paget, 1933
- Saint Jean-Baptiste Church, listată ca patrimoniu al secolului 20, Bagnoles de l'Orne, Franța, arhitect, Olivier Michelin,  1934 - 1935
- Hoover Building, Perivale, London, arhitecți, Wallis, Gilbert and Partners, 1933 - 1938
- India of Inchinnan, clădire de birouri, Inchinnan, Scoția (Thomas Wallis, 1930
- İș Bank Tower, İstanbul, partea europeană, Turcia
- Royal Liver Building, Liverpool, Marea Britanie, arhitect, Walter Aubrey Thomas, 1911
- Fosta fabrică de chibrituri Bryant and May din Speke, Liverpool, Anglia
- Transatlanticele Ile de France, Normandie și RMS Queen Mary
- Întregul cartier De Baarsjes (vedeți  Arhivat în 19 iunie 2006, la Wayback Machine.) din Amsterdam, Țările de Jos
- Boerentoren,  Antwerp,  Belgia, arhitect, Jan Van Hoenacker, 1931
- Odeon Cinema, Newport, Țara Galilor

### Asia
- Far Eastern University Campus, Manila, Filipine
- Park Hotel, Shanghai, China, arhitect, László Hudec, 1934
- Peace Hotel (o parte a complexului numit The Bund), Shanghai, China, arhitecți Palmer & Turner, 1929
- The Bund, Shanghai

### Africa
- Ansteys Building, Johannesburg, Africa de Sud
- Asmara, capitala Eritreei, este faimoasă prin a fi fost total stilizată în stilul artistic Art Deco în perioada interbelică (1920 - 1940).  Câteva exemple semnificative de clădiri sunt următoarele, 
  -     - Cinema Roma
    - Cinema Impero
    - Asmara Town Hall
    - The World Bank Office
    - British American Tobacco Company Office
    - Capitol Cinema Asmara
    - Odeon Cinema Asmara
    - The Selam Hotel
    - The Bristol Hotel
    - Red Sea Pension
    - Asmara Silicon Factory

- Astor Mansions, Johannesburg, Africa de Sud
- Eskom Building, Johannesburg, Africa de Sud

### Oceania
- Anzac War Memorial, Sydney, arhitect, Bruce Dellit, 1934
- Napier, Noua Zeelandă, a fost reconstruit complet în stilul Art Deco după devastatorul cutremur de pământ din 1931 (vedeți Cutremurul din Napier, Noua Zeelandă)
- Listă de clădiri Art Deco din Tasmania